# Maronis rivosa
Maronis rivosa är en fjärilsart som beskrevs av Saalmüller 1891. Maronis rivosa ingår i släktet Maronis och familjen nattflyn. Inga underarter finns listade i Catalogue of Life.